# Stadtpfarrkirche Gallneukirchen

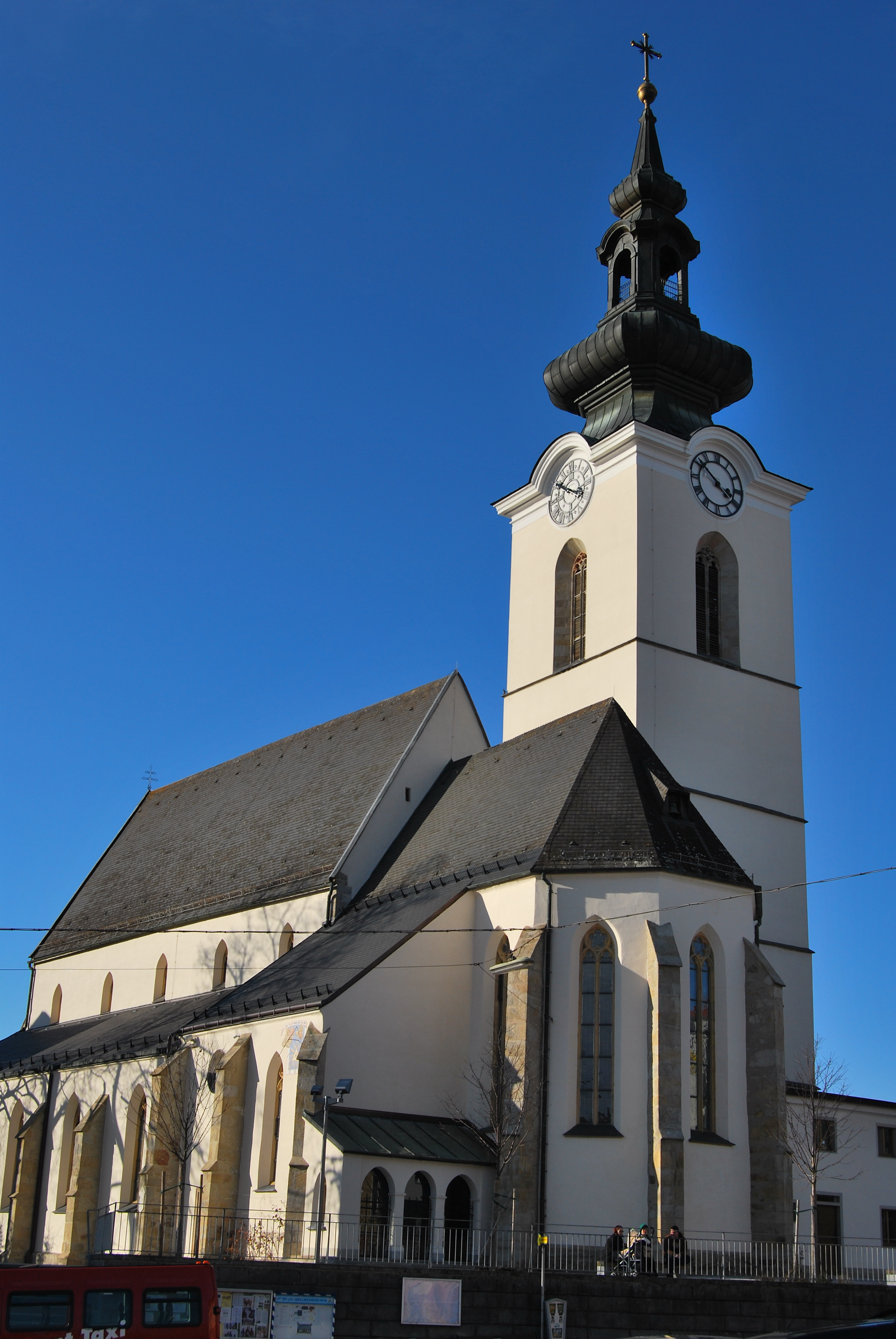
Stadtpfarrkirche

Die römisch-katholische Stadtpfarrkirche Gallneukirchen ist ein denkmalgeschütztes Bauwerk in Gallneukirchen im Mühlviertel. Die Hauptkirche der Stadt Gallneukirchen steht leicht erhöht nordwestlich des Marktplatzes und ist dem Heiligen Gallus geweiht.

## Geschichte
Bereits um das Jahr 900 wird an Stelle der heutigen Kirche eine Holzkirche vermutet. Vermutlich bestand bereits im 9. Jahrhundert eine eigene Pfarre in Gallneukirchen, die sich bereits von der Mutterpfarre Linz gelöst hatte und somit eine der ältesten Pfarren des heutigen Mühlviertels ist. Die Kirche wurde erstmals 1180 erwähnt und die 1125 erwähnte Pfarre hatte damals eine große Ausdehnung. Im 12. und 13. Jahrhundert wurde eine romanische Steinkirche errichtet, deren Fundamente bei der Renovierung im Jahr 2006/07 entdeckt wurden.
Auf Grund des Bevölkerungswachstums in der Region wurde ein frühgotischer Bau über der kleinen Steinkirche errichtet. Um 1400 war die Kirche vollendet und wies die heutige Größe auf. Der Turm der Kirche wurde als Letztes fertiggestellt. 1622 und 1773 fiel ein Teil der Kirche dem Raub der Flammen zum Opfer. Den Bränden folgten bauliche Veränderungen. Nachdem 1730 ein barocker Kreuzaltar gestiftet wurde, folgte kurz danach eine neue Kanzel sowie ein neuer Hochaltar im Jahr 1770. Der Brand 1773 zog das Kirchendach und die Kirchturmspitze in Mitleidenschaft. Bis 1877 besaß die Kirche ein pyramidenförmiges Notdach. 1890/91 erfolgte die Verlegung des Friedhofs, der zuvor rund um die Kirche angesiedelt war.
1909 erfolgte eine Renovierung, die eine Regotisierung als Ziel hatte. Bereits 1888 und 1892 wurden die Emporenaufgänge und die Sakristei im gotischen Stil errichtet. 1909 ging der Umbau weiter, so wurden neue Bänke und Seitenaltäre angeschafft, die Empore wurde verlängert und eine neue Orgel eingebaut. In den 1950er und 1960er Jahren wurden die Seitenaltäre wieder barockisiert. In den 1970er Jahren wurden die Seitenschiffdächer angehoben. 1981 gestaltete der Künstler Alois Dorn das so genannte Gallustor in Bronze und ein Mosaikbild des Kirchenpatrons. Die letzte Generalrenovierung fand 2006/2007 statt.

## Kircheninneres

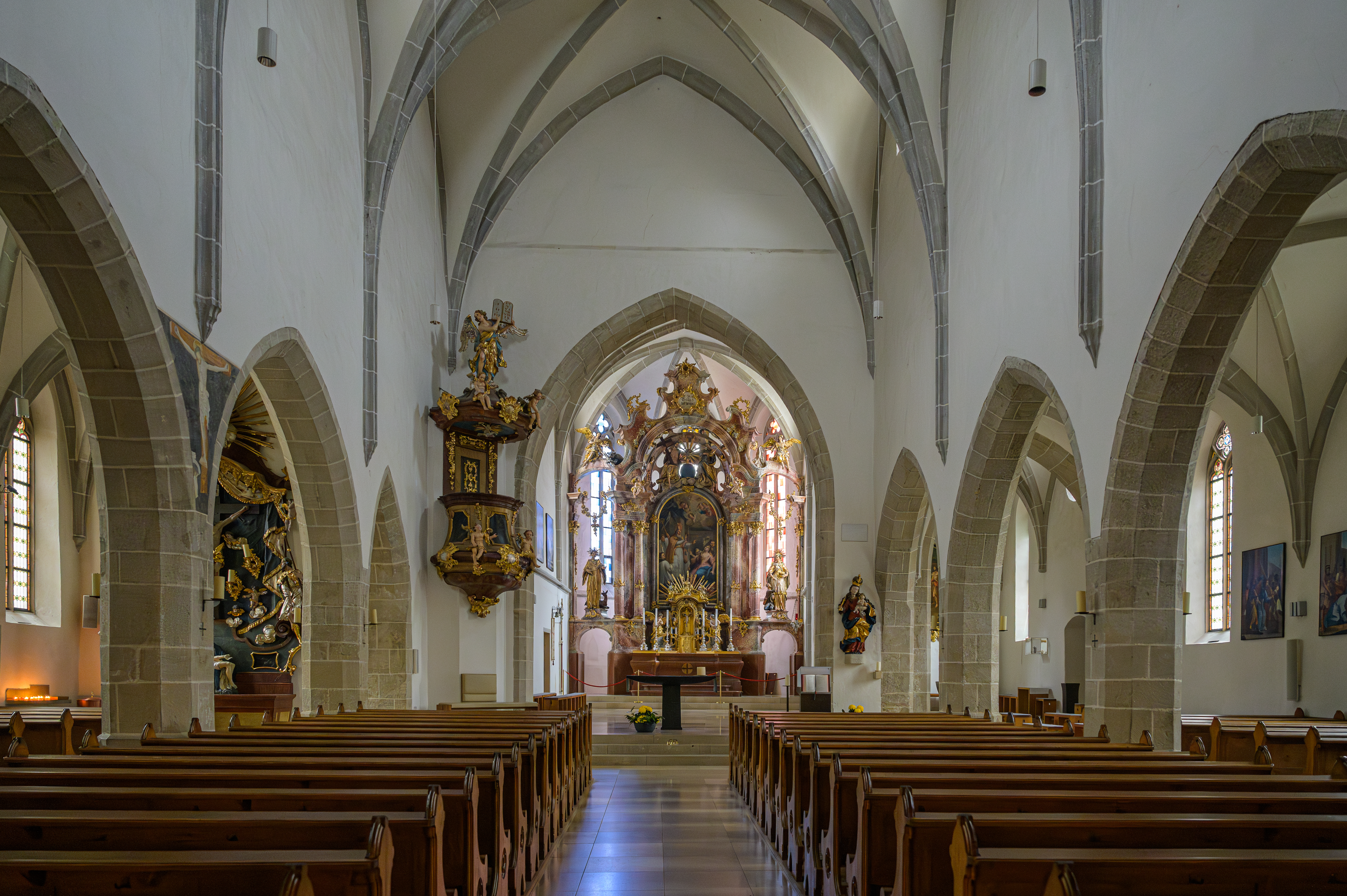
Mittelschiff

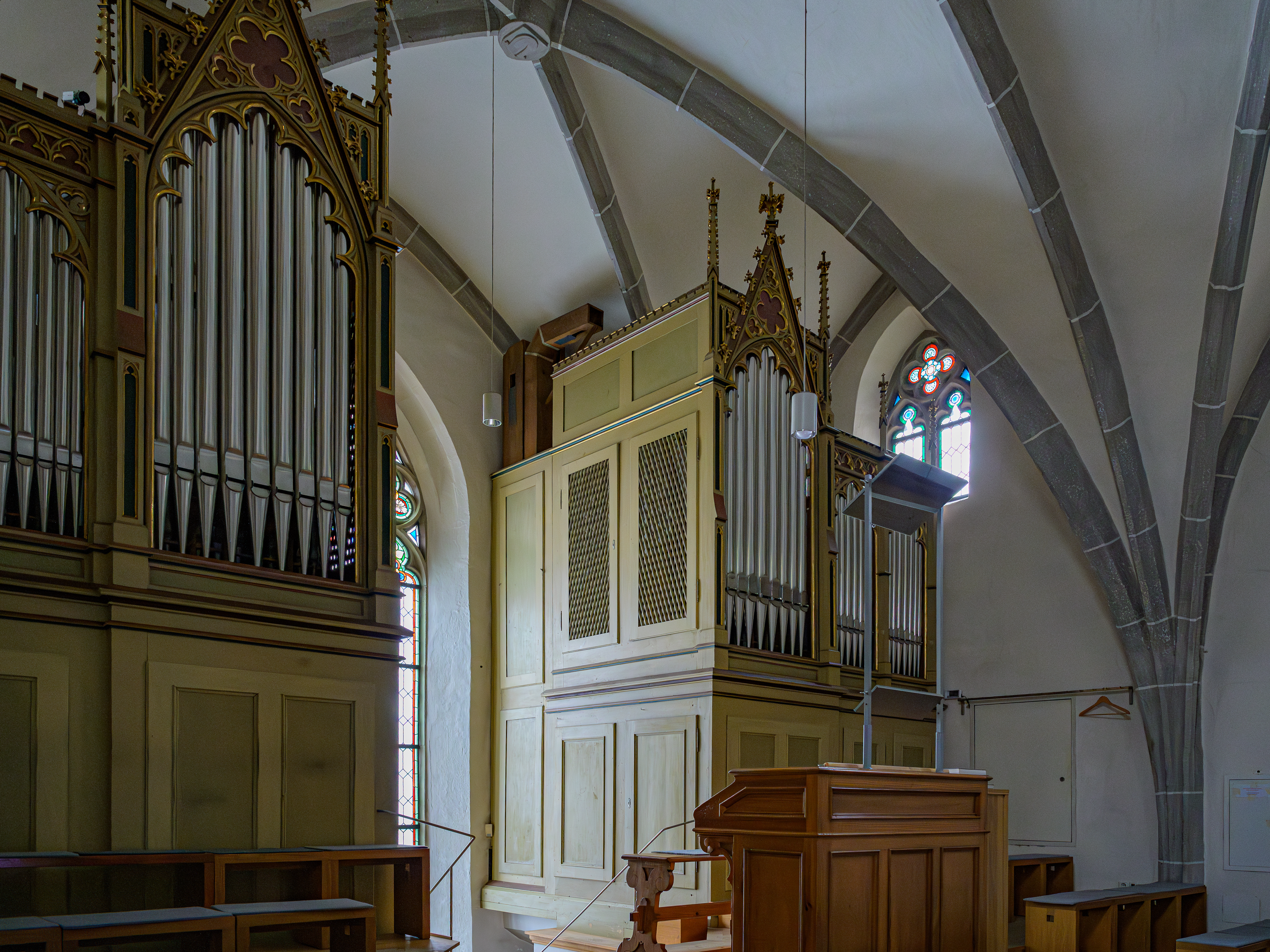
Orgel

Die Kirche ist eine gotische dreischiffige, fünfjochige Pfeilerbasilika mit Spitzbogenfenster samt Maßwerk. Das Mittelschiff ist höher als die Seitenschiffe und der Altarraum ist leicht nach rechts geneigt. Die fünfschiffige Westempore ist raumprägend und umfasst alle drei Schiffe und ist seit der Renovierung wieder im Stil des 14. Jahrhunderts zu sehen. Die Seitenaltäre wurden 1968 neu gestaltet, der Linke ist der Taufaltar der Rechte ist der Marienaltar. Der Taufaltar zeigt die Taufe Christi in einem Akanthusrahmen. Der Marienaltar zeigt eine barocke Figur der Maria.
Die Kanzel aus den 1730er Jahren besitzt einen Schalldeckel mit einem Engel, der zwei Tafeln mit den zehn Geboten hält. Der Hochaltar aus dem Jahr 1770 wird vom Altarbild des Künstlers Johann Georg Tompke dominiert, das den Kirchenpatron Gallus zeigt. Der Aufbau ist im Rokoko-Stil mit seitlichen Figuren der Heiligen Ägidius und Elisabeth. Der Aufsatz zeigt die Dreifaltigkeit.
Der Chor ist zweijochig mit 5/8-Schluss und weist ein Kreuzrippengewölbe auf. Nördlich des Chors befindet sich der quadratische Turm und die Sakristei. Südlich des Chors ist die Süd-Kapelle. Östlich der Süd-Kapelle liegt die Ölbergkapelle.
Die Orgel ist von Leopold Breinbauer und wurde 1909 eingebaut. Die Orgel hat eine pneumatische Traktur mit zwei Manubrien und 20 Registern.

## Kirchenäußeres
Das Langhaus hat Strebepfeiler und an der Westfront befindet sich das so genannte Gallustor aus dem Jahr 1981. Die Emporenaufgänge sind stark hervortretende neugotische Anbauten. Das gotische Hauptportal im Süden weist eine kielbogige Leibung auf. Auch der Chor hat ebenfalls Strebepfeiler und zweibahnige Maßwerkfenster. Die Sakristei hat Rund- und Spitzbogenfenster.

### Kirchturm
Der fünfzonige gotische Turm hat neogotische spitzbogige Maßwerkfenster hinter denen die Glocken verborgen sind. Der barockisierte Zwiebelhelm stammt aus 1877, die Sonnenuhr aus dem Jahr 1600.
Von den 1773 gekauften Glocken blieb bis heute nur die Sterbeglocke, die Barbara-Glocke, erhalten, die anderen mussten in den Weltkriegen abgegeben werden. Die heutigen Glocken wurden 1949 bei Oberascher in Salzburg gegossen.

## Berühmte Pfarrer
- 1806–1816:  Martin Boos